# كودي ويليس
كودي ويليس (بالإنجليزية: Coady Willis)‏ هو موسيقي أمريكي، ولد في 1 نوفمبر 1974.